# Friedrich Schiller
Johann Christoph Friedrich von Schiller (Marbach, 10. studenoga 1759. – Weimar, 9. svibnja 1805.) bio je njemački književnik. Već nekoliko godina prije smrti slovio je pored Goethea za najznačajnijeg predstavnika weimarske klasike. 

## Životopis
Rano je osjetio sva obilježja vojničkog poziva jer mu je otac bio vojnim vrbovnikom. Živi potom s obitelji, koja mu usađuje duboka religiozna shvaćenja, ponajprije u sjedištu wurtemberškoga vojvode Karla Eugena, gdje upoznaje sve značajke dvorsko-vojničkog apsolutizma.
Godine 1773. prisiljava ga vojvoda, kao sina časnika, na upis u Vojnu školu u Stuttgartu gdje je proveo osam godina kao vojni pitomac, primoran da umjesto prava i teologije, što je želio, studira vojno liječništvo. U akademiji je mladi Schiller ipak čitao mnoge dramatičare, filozofe i teologe te je uz medicinu učio i druge znanosti. 
U to vrijeme čita jednu novelu patetičnog i zanesenog pisca Christiana Schubarta, koja ga potiče svojom motivikom na temu »Razbojnika«. Drama nastaje u grozničavoj vatri mladenačkog stvaranja i izlazi u svom prvom izdanju 1781. s lažnom oznakom mjesta izdanja Frankfurt i Leipzig, premda se smatra da je tiskana u Stuttgartu.
Drama je uspješna umjetnička transpozicija Schillerova svjetonazora po kojem je svijet poprište neprestane borbe suprotnosti, dobra i zla, strasti i dužnosti, visokih ideala i društvenih ograničenosti.
Unatoč slavi i velikom uspjehu, Schilleru, tada vojnom liječniku u Stuttgartu, wurtenberški vojvoda zabranjuje daljnji književni rad pa Schiller bježi preko granice u Mannheim, gdje nastavlja s dramskim radom.
Iduća Schillerova djela - povijesne drame »Fiescova zavjera u Genovi« (1783.) i »Don Carlos« (1787.) te drama sa suvremenom tematikom »Spletka i ljubav« (1784.), otkrivaju ga kao oštrog protivnika feudalnog apsolutizma i društvene pokvarenosti te kao promicatelja romantičkih koncepcija o snažnoj i nesputanoj ličnosti koja stremi slobodi. U tom razdoblju, Schiller osniva i časopis »Rajnska Talija«.
Oko 1790. Schiller se nakon burne mladosti smiruje dobivši mjesto izvanrednog profesora povijesti na sveučilištu u Jeni. Njegovo zanimanje usmjereno je prema filozofskoj estetici i književnoj teoriji o čemu piše niz studija, eseja, kritika i rasprava, među kojima se ističu: »O patetici«, »O tragičnoj umjetnosti«, »O naivnom i sentimentalnom pjesništvu« te spis »Povijest tridesetogodišnjeg rata«.
Iz razdoblja 1790-tih godina najznačajniji je događaj za daljni Schillerov rad i djelovanje njegovo poznanstvo s Goetheom, koje se s vremenom pretvorilo u prisno prijateljstvo.
Potkraj života seli, na Goetheov poziv, u Weimar, gdje nastavlja svoj dramski rad. Iz vajmarskog razdoblja potječu njegove umjetnički najzrelije drame, sve isključivo povijesne tematike : trilogija »Wallenstein«, »Maria Stuart«, »Djevica Orleanska«, »Mesinska nevjesta« i »Wilhelm Tell«.
Preveo je Euripidovu »Ifigeniju u Auli«, Shakespeareov »Macbeth« te Jean Racineovu »Fedru« na njemački jezik. Napisao je i »Odu radosti« koju je uglazbio Beethoven, kao četvrti stavak svoje IX. simfonije.
Već duže vrijeme bolestan, Schiller je umro u Weimaru 9. svibnja 1805. ostavivši niz započetih dramskih radova. U jednom razgovoru Goethe je izvanredno precizno determinirao bit Schillerova stvaralaštva rekavši: 
"Kroz sva Schillerova djela struji ideja slobode, a ta je ideja postupno, kako je Schiller dozrijevao, dobivala uvijek novo obličje. U mladosti je to bila fizička sloboda koja mu je pomogla u stvaranju i prešla potom u njegovo djelo. Kasnije, ona se preobrazila u idealni pojam slobode."
Njegovu Pjesmu o zvonu na hrvatski je preveo hrvatski preporoditelj s Istre Antun Kalac.

## Djela
Drame:
- Razbojnici (1781.)
- Fiescova zavjera u Genovi (1783.)
- Spletka i ljubav (1784.).
- Don Carlos (1787.)
- Wallenstein (1800.)
- Djevica Orleanska (1801.)
- Maria Stuart (1801.)
- Turandot (1802.)
- Mesinska nevjesta (1803.)
- Wilhelm Tell (1804.)
- Demetrije (nedovršena)
- Mesinska nevjesta (1803)

Proza:
- O patetici
- O tragičnoj umjetnosti
- O naivnom i sentimentalnom pjesništvu
- Povijest tridesetogodišnjeg rata